# Національна бібліотека Сербії
Національна бібліотека Сербії (Народна библиотека Србије) — найбільша наукова бібліотека країни, заснована в 1832 році.

## Історія
Ідея створення бібліотеки належить Димирію Давидовичу, який був видавцем першої сербської газети та представником князя Мілоша I. У лютому 1832 року Давидович звернувся до князя з листом, в якому обґрунтував необхідність створення бібліотеки. Князь прислухався до цієї пропозиції й прийняв розпорядження про обов'язкові примірники, що стало основою майбутньої національної бібліотеки.
У квітні 1941 року німецька авіація завдала потужного бомбового удару по Белграду, під час якого було зруйновано приміщення бібліотеки і знищено у вогні сотні тисяч книг, серед яких 1424 рукописні книги слов'янськими мовами.
У 1973 році було споруджено сучасне приміщення бібліотеки.

## Фонди
Основні фонди бібліотеки включають: книжки, опубліковані після 1868 року сербською та іншими південно-слов'янськими мовами та книжки іноземними мовами з 1700 року, сербські періодичні видання, а також періодичні видання мовами колишньої Югославії та іншими іноземними мовами, велика колекція довідкової літератури: словники, енциклопедії, каталоги в друкованій та електронній формі.
Спеціальні колекції містять: давні та рідкісні книги, надруковані у 18 та 19 століттях південно-слов'янськими мовами, а також рідкісна література іноземними мовами з 1700 року, бібліофільні та мініатюрні видання, рукописи та архівні документи, карти, ноти й партитури, фонограми, фотодокументи, картини, гравюри, плакати тощо.
Колекція рукописів складається з рукописних книг 12-18 століття, переважно сербською мовою, невеликої кількості рукописних книг болгарською, македонською та російською мовами, інкунабул та стародруків 1494—1638 років, мікрофільмів рукописних книг південно-слов'янськими мовами.

## Директори бібліотеки
- 1853—1856. — Филип Николич (1830—1867)
- 1856—1859. — Туро Даничич (1825—1882)
- 1861—1869. — Йанко Шафарик (1814—1876)
- 1869—1874. — Стоян Новакович (1842—1915)
- од 1875. — Йован Бошкович (1834—1892)
- 1880—1886. — Ничифор Дучич (1832—1900)
- од 1886. — Милан Ч. Миличевич (1831—1908)
- до 1900. — Драгиша Станойевич (1844—1918)
- 1900—1901. — Стоян Протич (1857—1923)
- 1901—1903. — Любомир Йванович (1865—1928)
- 1903—1927. — Йован Томич (1869—1932)
- 1927—1935. — Милош Зечевич (1880—1955)
- 1935—1941. — Драгослав Ілич (1889—1973)
- 1941—1945. — Торче Радойчич (1905—1970)
- 1945—1960. — Душан Милачич (1892—1979)
- 1960—1965. — Чедомир Миндерович (1912—1966)
- 1965—1968. — Милорад Панич-Суреп (1912—1968)
- 1968—1977. — Светислав Чурич (1919—2004)
- 1977—1979. — Владимир Стеванович (1930—1979)
- 1980—1983. — Васо Милинчевич (1928-)
- 1983—1988. — Милан Милутинович (1942-)
- 1988—2001. — Миломир Петрович (1934-)
- 2001-2012. — Сретен Угричич (1961-)
- 2012-2013. — Дејан Ристич (1972-)
- 2013-2015. — Светлана Јанчич (1948-)
- 2015-2021. — Ласло Блашкович (1966-)
- 2021 — до тепер — Владимир Пиштало (1960-)